# Juan de Jáuregui
Juan de Jáuregui (Bilbao, 1562 – Anversa, 18 marzo 1582) tentò di uccidere Guglielmo I d'Orange, senza tuttavia riuscirci.

## Biografia
All'inizio del 1582, il giovane Jáuregui si trovava al servizio del commerciante di pellicce spagnolo Gaspar de Añastro da Vitoria, che risiedeva ad Anversa. De Añastro aveva perso tre navi e venne tentato dalla presunta ricompensa di 80.000 ducati e l'ingresso nell'Ordine di Santiago offerti da Filippo II per l'assassinio di Guglielmo il Taciturno, principe d'Orange; ritenendo però di non avere il coraggio sufficiente per portare a termine l'impresa, de Añastro (con l'aiuto del suo diciannovenne cassiere Antonio de Venero di Bilbao e del frate domenicano Antonio Timmerman di Dunkerque) convinse il suo povero assistente alla contabilità Jáuregui a tentare l'omicidio per la somma di 2.877 corone.
Il 18 marzo 1582, una domenica, Jáuregui offrì una petizione al principe mentre questi usciva dalla sua sala da pranzo: non appena Guglielmo prese in mano i fogli, l'aspirante regicida gli sparò un colpo di pistola alla testa. L'arma era difettosa e funzionava male tuttavia un proiettile gli trapassò il collo sotto l'orecchio destro ed uscendo dalla mascella sinistra, ma Guglielmo alla fine si riprese. Jáuregui venne trafitto sul posto con la spada di un cavaliere al seguito del monarca e infine ucciso dagli alabardieri.
Quando Guglielmo riprese i sensi, chiese che venisse applicata la condanna a morte per i sopravvissuti: Venero e Timmerman furono garrotati il 28 marzo, poi decapitati e squartati pubblicamente. De Añastro riuscì invece a salvarsi, perché ben cinque giorni prima del tentato regicidio era scappato in Vallonia: dopo aver richiesto la ricompensa ad Alessandro Farnese, ricevette 25.000 scudi, il titolo nobiliare e il perdono effettivamente promesso da Filippo II nel giugno 1580.
Guglielmo il Taciturno subì gravi lesioni, ma alla fine sopravvisse grazie anche alle amorevoli cure della sorella Maria e della moglie Carlotta di Borbone-Montpensier: quest'ultima tuttavia, già stanca e affaticata, non riuscì a reggere lo sforzo della terapia intensiva e morì il 5 maggio 1582. Il piano di Juan de Jáuregui sarebbe poi stato portato a termine da Balthasar Gérard il 10 luglio 1584.
La triste vicenda di Juan de Jáuregui venne raccontana in francese, fiammingo e spagnolo da Christophe Plantin con il saggio Bref recueil de l'assassinat, commis en la personne du Très Illustre Prince, Monseigneur le Prince d'Orange, Conte de Nassau, Marquis de la Vere, etc par Iean Iauregui Espaignol pubblicato ad Anversa nel 1582.